# دفتر بین‌المللی کتاب برای نسل جوان
دفتر بین‌المللی کتاب برای نسل جوان (IBBY) یک سازمان غیرانتفاعی سوئیسی است که دفتر مرکزیش در بازل واقع شده است.